# 原田実紗
原田 実紗（はらだ みさ）は、日本のAV女優、ヌードモデル。ファイブプロモーション（マークスグループ）所属。
2008年にSODクリエイトからAVデビューした。2010年、教育実習を行い、2011年2月、小学校教員免許を取得したことをブログで明かした。同年4月、勉学意欲が継続しているために就職せず、某大学の入学試験に合格したことを明かした。。

## 経歴・エピソード

### 現役女子大生AV女優
高校時代は部活の卓球と受験勉強に殆どの時間を費やす。その結果、都内の名門私立大学に入学を果たし、教育心理学を専攻する。学費を稼ぐために大学入学後はドラッグストアや引越屋、土木現場でアルバイトを始めるが、ラーメン屋で会った人物にAV製作の裏方のアルバイトに誘われたのがきっかけで、SODの女子社員ものでAVデビュー。
AV女優を続けながら教育実習中であることをブログで公表して話題となる。

### 婚活AV
SODの企画で原田と結婚を前提としたAV共演者を公募し、その中から原田の結婚相手を見つけるという企画がたてられ、スポーツ新聞などのメディアでも取り上げられた。しかし、実際には原田が応募者の中から希望に見合う結婚相手を選ぶことは出来なかった。

### その他
好きな男性のタイプは佐々木蔵之介。

## 出演作品

### アダルトビデオ
2008年
- お仕事中のグラビアアイドルの卵達に媚薬を飲ませて失禁するまで痴漢したビデオ（7月4日、SODクリエイト）他出演:木村マイ ほか
- 手コキクリニック THE INTERNATIONAL （8月7日、SODクリエイト）共演:三津谷蘭、工藤れいか、七咲楓花、篠原るり、工藤はな、長谷川エレナ
- 真夏の恒例福利厚生イベント お座敷大乱交社員旅行 with お得意様 ほろ酔い気分でおっぱいポロリもおマ○コチラリも今日だけは無礼講SP（7月4日 SOD）
- SOD女子社員 男湯内特設マットで素人男性相手におもてなし研修!（8月7日 SOD）
- 究極の妄想発明シリーズ第8弾 透明人間になれる薬（9月4日、ROCKET）他出演:真田リサ、永瀬りいな、幸、志水ゆい、松山春菜、小鳥遊恋
- 究極の妄想発明シリーズ第10弾 女体あやつり人形（11月6日、ROCKET）他出演:七瀬ゆうり、愛原さくら、真心実、光矢れん、後藤ゆりか、新川舞美、葉月里彩、星野さら
- 彼女いない歴30年の僕でも派遣の家庭教師を雇えば、女の子と自宅で二人きりになれた!（12月4日、Hunter）オムニバス作品 他出演:大塚咲、永井優香
- ザ・面接 Vol105 舐め吸い 露出 オネェマンズ 出し入れするだけやからな（アテナ）
- ガチンコ 中出し!顔出し!人妻ナンパ “都内赤羽パチ○コ店編（ビックモーカル）

2009年
- 究極の妄想発明シリーズ第11弾 すけすけ透視メガネ パート3（1月22日、ROCKET）他出演:水森あおい、はるか悠、井上まさみ、白浜ユリ、黒木真理亜、林このみ、風谷音緒、笹原美緒、天野真由梨、伊原和沙、中本美亜
- 新・オフィスレディ6人3時間撮り下し 2（1月23日、ビッグモーカル）他出演:水瀬ひかる、榎本弥生、村上里沙、浅倉みらい、今井なつみ
- 街角素人娘 新ハメちゃうのは誰だ!! VOL.15（2月5日 ヒビノ）
- 日本国民 全裸の日 2（3月5日、アキノリ）共演:葉月るい、白浜ユリ、早崎れおん、スザンナ、中本美亜、中川茅乃、渋谷梨果、長澤りか、あすかみみ、凛音涼子 ほか
- ロリータパンティこき（3月6日、OFFICE K'S）他出演:ひなた、白谷さえ、小西えみ、山本まる
- 絶対に感じてはいけない図書館（3月19日、ROCKET）他出演:永井あさみ ほか
- ギャルメン♂♀スクールパラダイス（4月4日、SODクリエイト）共演:鮎川なお、村上里沙、鈴木杏里、真田春香、赤西涼、南まりん、MOKA、葉月紗絢、水無月レイラ、愛梨沙、風谷音緒、雪平あい、白浜ユリ、冬野みずき、原紗央莉
- もしも男性トイレの便器がカワイイ女の子だったら（2009年04月30日、パラダイスTV） 共演:冬野みずき
- 制服美人お姉さん26人の、濃厚スペルマごっくん手コキ240分!（5月19日、ROOKIE）他25名出演
- 美少年たちの童貞喪失ストーリー ギャルメン♂♀スクールパラダイス （5月21日、SODクリエイト）共演:鮎川なお、村上里沙、真田春香、水無月レイラ、雪平あい、白浜ユリ、冬野みずき
- 地下牢の倒錯魔（6月18日、アートビデオ）
- 中出しOK!! 射精専用 壁マ○コ （7月23日、SODクリエイト）共演:星杏樹、飛鳥美々、山本スザンナ、林留美香
- ノーパン・ハイスクール（8月7日、プレミアム）共演:雪見紗弥、みはる、あすかみみ、桜樹うらん、羽村智奈、RUMIKA、中川あやね、内藤斐奈、白浜ゆり、倉科さやか、横須賀ねね、黒田もね、芽衣奈、かわのすみれ
- 睡眠ガスOLジャック 女子寮全員強姦ピストン（8月19日、CROSS）他14名共演
- 女子校生の校内集団リンチ（9月5日、フリーダム）他共演:風谷音緒、朝比奈マキ、村尾ふみえ、星崎奈々、長野さとり、樽沢優、梅宮リナ
- 同級生を小便まみれにして遊ぶ女子校生達（9月5日、フリーダム）他共演:風谷音緒、朝比奈マキ、村尾ふみえ、星崎奈々、長野さとり、樽沢優、梅宮リナ
- 美少女の足裏 15（9月5日、フリーダム）神崎レオナ、澄川ロア、長野さとり、樽沢優、真白希実、朝比奈マキ
- 婚活AV。 （9月19日、SODクリエイト）他出演:鈴木ありさ、生田沙織、風谷音緒、永瀬りいな、RUMIKA
- レズビアン独身寮 （11月19日、アンナと花子）共演:風間ゆみ、有沢実紗、白川莉紗、高梨ひとみ、鮎川みさと
- 私がAVに出た理由 デビュー前に撮影されたテスト撮り ５ （11月21日） 出演：白咲舞 神野楓 桃井りん 春野ひより 原
- フェラマニア 真性丸呑みディープスロート（12月5日、ジャネス）他出演:赤西涼、浅岡沙希、桜樹うらん、植月羽奈、江崎コロン
- 羞恥病棟 小ばかにされる男たち（12月13日、アロマ企画）共演:月島愛、亜佐倉みんと、桃井りん
- 問答無用 強制アクメ執行（12月15日、ジャネス）他出演:赤西涼、浅岡沙希、桜樹うらん、植月羽奈、江崎コロン

2010年
- リアル近●相姦4（2月4日 パラダイステレビ）
- マグロの女 不感症女の絶頂アクメ（2月16日、MAGIC6）
- 昨日はお姉さん、今日から赤ちゃん託児所（2月19日、ROOKIE）共演:鈴木茶織、浅岡沙希、宝生優果、加藤聖良、姫乃未来、岡山涼花
- 関東女子校MAP（3月19日、ROOKIE）共演:鈴木茶織、河純ひなみ、朝倉夢、深海沙織、長坂郁美、あすかみみ、芹川レイラ、大崎マリナ、桃井りん、宝生優果、長谷川聖那、森谷みう、丸山比呂、南あやか、仲尾萌香、村瀬優花、姫乃未来、藤川ゆうき
- ちびっこお掃除フェラ（11月5日、映天）

2011年
- 働くお姉さんの顔騎オナニーと誘惑手コキ!（5月19日、スタイルアート）他12名出演
- 働く美脚お姉さんのM男責めDX4時間（11月25日 FUTURE）
- 女子○○おま○こ見せつけオナニー;2012年（12月23日 ディーバ）

2012年
- クライマックスダイジェスト SMエネマニア No5（8月11日、アートビデオ）

### 成人映画
- 友達の母 恋人は息子の友達 初恋 欲情編（監督 榎本敏郎 DVD発売 2012年2月3日）

## その他登場メディア

### 雑誌・新聞
- 裏モノJAPAN
  - 幼少期からのプライベート写真を公開し、AV女優に至るまでのインタビューに答えている。
- 日刊スポーツ、週刊プレイボーイ（集英社刊）
  - SODで企画された婚活ビデオの宣伝キャンペーンで取材を受ける。

### 携帯電話サービス
- 美人美女欲望シリーズ みさ （ADGOOD CO.LTD）